# Lasioglossum
Lasioglossum ist die artenreichste Gattung der Bienen mit mehr als 1700 Arten weltweit in zahlreichen Untergattungen. Lasioglossum-Arten werden im deutschen Schmalbienen genannt. Zusammen mit der Gattung Halictus werden die Lasioglossum-Arten im Deutschen auch als Furchenbienen bezeichnet.

## Merkmale
Die Arten sind sehr variabel in Größe, Färbung und Körperbau. Die Bienen sind klein bis mittelgroß mit 3,5 bis 12 mm Körperlänge. Die einheimischen Lasioglossum-Arten haben meistens einen schwarzen oder schwarzbraunen Körper. Es gibt aber auch Arten mit metallisch grünem, blauem oder bronzefarbenem Körper (vor allem in der Neuen Welt). Bei vielen Arten ist der Hinterleib der Männchen rot gefärbt. Die Männchen sind deutlich schlanker als die Weibchen. Die Weibchen haben an den Hinterbeinen eine Sammelbürste. Im Vorderflügel sind drei Cubitalzellen. Ebenso wie die Halictus-Arten haben die Weibchen am Hinterleibsende eine kahle Längsfurche, die mit Haaren gesäumt ist. Im Gegensatz zu Halictus haben die Lasioglossum-Arten keine hellen Haarbinden an den Enden der Tergite, jedoch oft Haarbinden an der Basis der Segmente. Außerdem ist bei Lasioglossum das Flügelgeäder reduziert.

## Lebensweise
Die meisten Arten von Lasioglossum leben in sozialen Gemeinschaften unterschiedlicher Entwicklungsstufe. Es gibt sowohl solitäre als auch kommunale und eusoziale Arten mit allen Zwischenstufen. Die begatteten Weibchen überwintern in den Nestern. Im Frühjahr ziehen sie die erste Brut in der Regel selbst hoch, daraus entstehen Arbeiterinnen, die die Aufzucht der Brut danach übernehmen. Dann oder erst in einer dritten Generation entstehen Geschlechtstiere. Beide Geschlechter fliegen dann einige Zeit gemeinsam, bis die Männchen sterben und die Weibchen Überwinterungsquartiere aufsuchen. Nester können von einem einzelnen Weibchen gegründet werden oder aber von mehreren gemeinsam (Pleometrose, oft Schwestern oder Mutter und Töchter, seltener auch nicht verwandte Weibchen). Die meisten Arten nisten im Boden, einige in verrottenden Baumstämmen (Totholz). Häufig ist der Eingang zum Nest von einem kleinen Erdhügel umgeben. Die meisten Arten sind Nahrungsgeneralisten, also polylektisch.
Unter den ungewöhnlicheren Arten finden sich Kleptoparasiten, nächtlich fliegende und oligolektische (auf wenige Futterpflanzen spezialisierte).

## Systematik
Lasioglossum gehört in der Unterfamilie Halictinae zur Tribus Halictini. Zu dieser Tribus gehören unter anderem auch die artenreichen Gattungen Halictus, Patellapis und Sphecodes.
Die Gattung Lasioglossum kann in zwei informelle Serien unterteilt werden, basierend auf der Stärke der Distaladern des Vorderflügels. Die Lasioglossum-Serie besteht weit gehend aus solitären oder kommunalen Arten. Zwei mögliche Ausnahmen sind L. aegyptiellum und L. rubricaude, die beide Anzeichen von Arbeitsteilung zeigen, welche auf Eusozialität hinweisen.
Die Hemihalictus-Serie enthält Arten mit einem weiten Spektrum des Sozialverhaltens. Sie setzt sich zusammen aus solitären, kommunalen, semisozialen, einfach eusozialen, kleptoparasitischen und sozial parasitischen Arten. Eusoziale Arten können kleine Kolonien mit nur einem oder wenigen Arbeitern aufweisen oder große Kolonien mit Dutzenden von Arbeitern. Die größten Kolonien finden sich bei L. marginatum, die fünf- bis sechsjährige Kolonien mit Hunderten von Arbeiterinnen bilden.

### Subgenera
Liste der Untergattungen (nach Michener):
Lasioglossum-Serie: Australictus, Callalictus, Chilalictus, Ctenonomia, Glossalictus, Lasioglossum s. str., Parasphecodes, Pseudochilalictus.
Hemihalictus-Serie: Acanthalictus, Austevylaeus, Dialictus, Evylaeus, Hemihalictus, Paradialictus, Sellalictus, Sphecodogastra, Sudila.

## Einheimische Arten

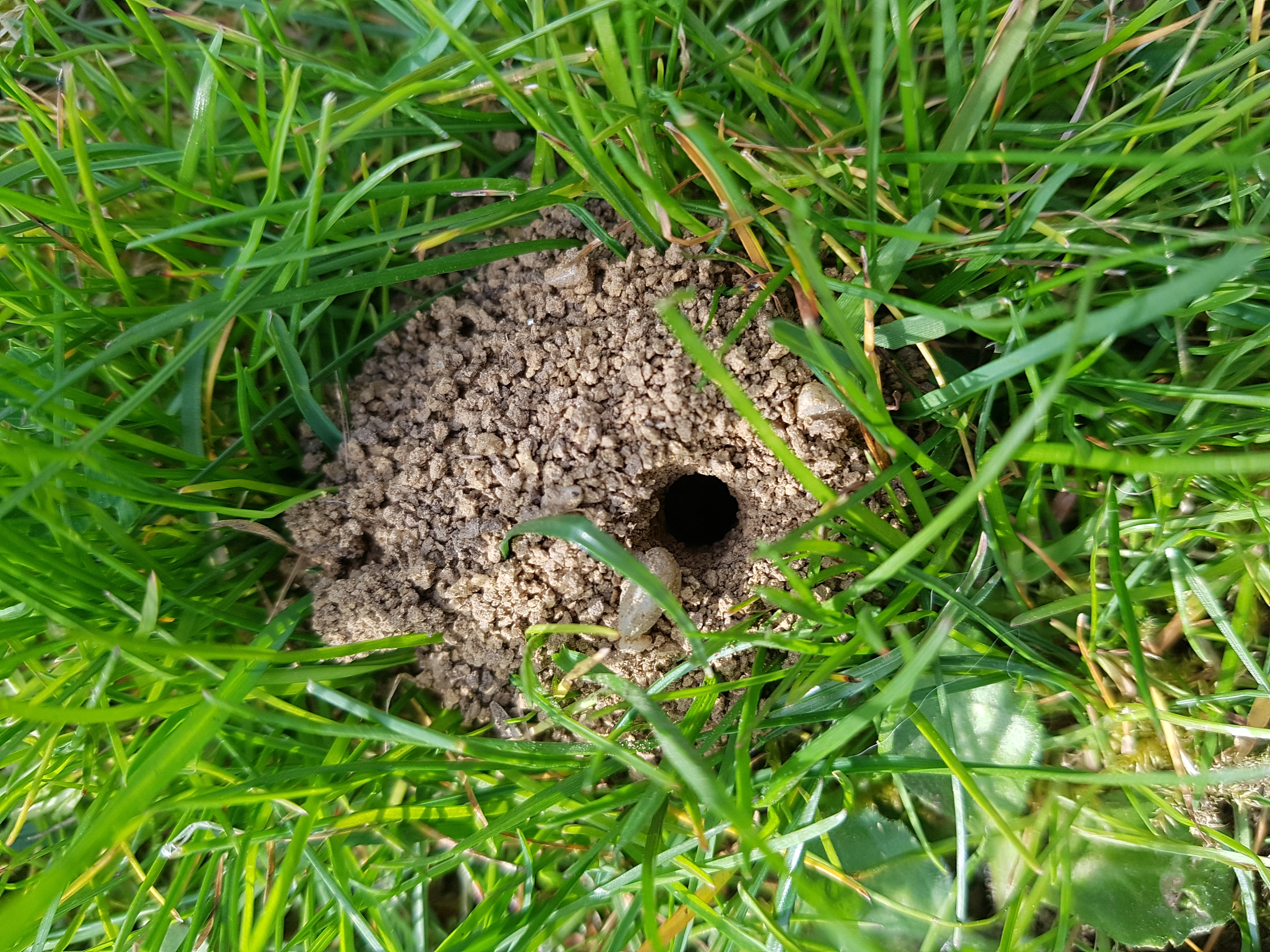
Der Bau einer Schmalbiene (Lasioglossum sp.) ist oberirdisch an kleinen Kaminen, ähnlich Vulkanen zu erkennen.

In Deutschland, Österreich und der Schweiz kommen 88 Arten vor. In Deutschland gibt es 64 Arten aus den beiden Untergattungen Evylaeus und Lasioglossum s. str., viele Arten sind sehr selten. Viele Arten können nur schwer bestimmt werden, manchmal ist nicht nur ein Stereomikroskop und eine Vergleichssammlung nötig, sondern auch Genitalpräparation. Hier einige häufige Arten (nach):
Untergattung Evylaeus:
- Lasioglossum albipes
- Lasioglossum calceatum
- Lasioglossum fratellum
- Lasioglossum fulvicorne
- Lasioglossum laticeps
- Lasioglossum lucidulum
- Lasioglossum malachurum
- Lasioglossum morio
- Lasioglossum nitidulum
- Lasioglossum pauxillum
- Lasioglossum tarsatum
- Lasioglossum villosum

Untergattung Lasioglossum
- Lasioglossum costulatum
- Lasioglossum leucozonium
- Lasioglossum pallens
- Lasioglossum zonulum

Einige der besser bekannten Arten sind die europäischen Lasioglossum calceatum und Lasioglossum malachurum sowie die nordamerikanische Lasioglossum zephyrum und die weit verbreitete Fransen-Schmalbiene Lasioglossum marginatum, die auch in Deutschland und Österreich vorkommt. Sie hat als einzige einen mehrjährigen Lebenszyklus und ein besonderes Kastensystem.

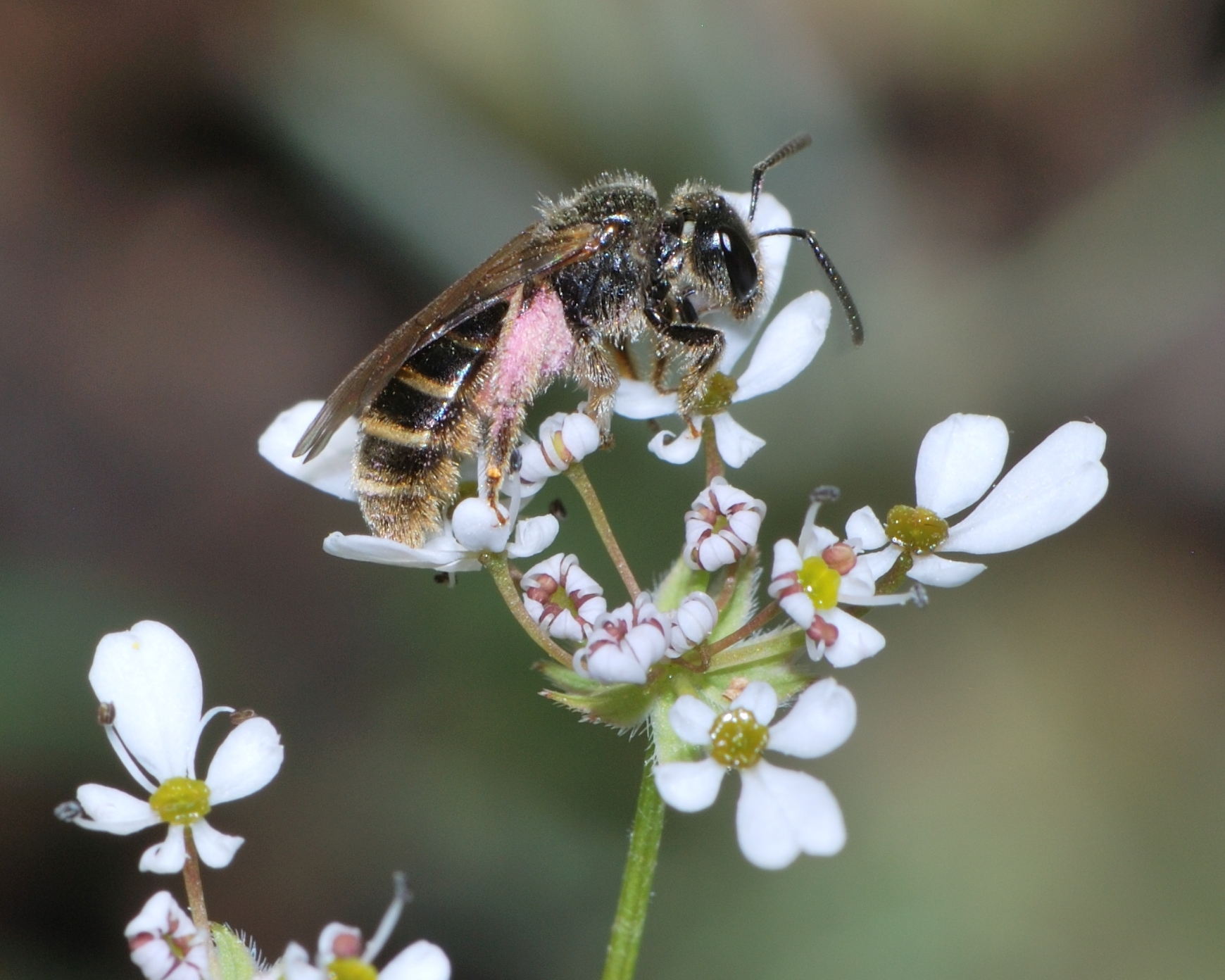
Futtersuchendes Weibchen von L. marginatum, auf Scandix sp., Karmel-Gebirge, Israel